# Прогрессивный рок
Прогрессивный рок (англ. progressive rock, также известный как прог-рок, прогрессив и прог) — стиль рок-музыки, характеризующийся усложнением музыкальных форм и творческим обогащением рока через диалог с другими направлениями музыкального искусства: классической музыкой, оперной музыкой, академической музыкой, джазом, народной музыкой (европейской и восточной) и авангардом. Можно сказать, что в смысле синтеза с другими направлениями прогрессивный рок для рок-музыки является аналогом фьюжна для джаза. Пионеры прогрессивного рока использовали этот диалог, с одной стороны, чтобы приобщить рок, известный своими легкожанровыми истоками и ограничениями поп-индустрии, к высокому искусству, а с другой (поскольку, например, они зачастую обладали консерваторским образованием) — чтобы не замкнуться в своём творчестве в строгих академических формах.
Прогрессивный рок возник в конце 1960-х в Англии, достиг пика популярности в начале 70-х (в Европе, в Канаде (Квебеке) и США), пережил глубокий кризис в идеях и популярности в 1980-х годах и с тех пор существует и развивается с переменным успехом. Сформировалось множество жанров прогрессивного рока, таких как кентербери, мат-рок, прогрессив-метал, симфопрог, zeuhl.
Принадлежность групп к прогрессивному року, как и само понятие прогрессивный рок, трудно чётко и ясно определить. Больше всего повлиявшие на стиль в 1970-х годах исполнители (Camel; Caravan; Emerson, Lake & Palmer; Genesis; Gentle Giant; Jethro Tull; King Crimson; Pink Floyd; Supertramp; Van der Graaf Generator; Yes) звучали не особенно похоже — хотя многие (включая и некоторых членов этих коллективов) считают, что они играли прогрессивный рок. Принадлежность иных групп и музыкантов (таких как Queen; Deep Purple; Radiohead; Tool; Uriah Heep; Фрэнк Заппа) к этому стилю менее очевидна. Сам термин «прогрессивный» в начале 1970-х использовался, чтобы подчеркнуть новизну групп, и только потом[когда?]

 он стал (с общего согласия критиков и поклонников) названием специфического музыкального стиля. Изначальный смысл слова «прогрессивный» при этом потерялся. Это привело к следующим сложностям в определении «прогрессивности» группы:
- Исполнители иногда меняют стиль своей музыки (чаще в сторону упрощения[11]). Обычно в этом случае говорят, что группа относится к прогрессиву, если она записала хотя бы один прог-альбом, или же вообще к прогу относят не группу, а только конкретные альбомы.
- Бывшее творческим и сложным со временем перестаёт быть творческим (так как становится расхожим инструментом), но остаётся сложным. Поскольку термин «прогрессивный» теперь обозначает стиль, а не новизну, группы, не создающие ничего нового и только использующие идеи других прог-групп, считаются играющими прог.
- Некоторые исполнители считают термин «Progressive rock» ярлыком и, не желая навешивать на себя ярлыки, особенно вызывавшие такую негативную прессу в период кризиса прога, публично отмежевываются от стиля.

## Характеристика
Единственной универсальной характеристикой прогрессивного рока является усложнение музыкальной формы — по сравнению с «классическим» роком 1960-х годов, а также тяжёлым роком, хард-энд-хэви и рокабилли последующих периодов. Это приводит к следующим явлениям:
- Длинные композиции (часто называемые «эпическими») со сложными мелодиями и гармониями, многократной сменой выразительных средств. Они могут состоять из нескольких «самостоятельных» частей («Shine On You Crazy Diamond» состоит из девяти частей, «Tubular Bells» Майка Олдфилда содержит семнадцать оригинальных музыкальных тем, плавно сменяющих друг друга на протяжении 50 минут произведения, а сингл «Soon» группы Yes — на самом деле пятиминутная вырезка из «The Gates of Delirium»[англ.]) и длится иногда дольше 20 минут. Фактически, длина композиции в прог-роке ограничена только физическим носителем. В 70-е длина одной стороны стандартного LP того времени (англ.) была ~22.5 минуты[12], соответственно, примерно такой длины мог быть «эпик» (например, «Lizard» (23:15) или «Echoes» (23:31)). Нынче же встречаются композиции, полностью занимающие компакт-диск (например, альбом «The Sacrilege of Fatal Arms» группы Devil Doll[англ.] состоит из одной композиции длиной 79 минут).
- Тяготение макроформы музыкальных пьес к циклическим формам академической музыки. Названия композиций при этом могут быть соответствующие[13].
- Концептуальные альбомы, в которых тема или повествование разворачивается на протяжении всего альбома в манере, аналогичной литературному повествованию, фильму или опере. В альбомы могут вкладываться подробные буклеты и плакаты, продолжающие концепцию. Классическими примерами служат альбомы «The Lamb Lies Down on Broadway» Genesis и «The Wall» Pink Floyd. В современном проге есть даже практика записывать их регулярно: у проектов Ayreon и Colossus[англ.].

Усложнение музыкальных форм и диалог с другими направлениями в прогрессивном роке часто (но не всегда) ведётся следующими приёмами:
- Использование нетрадиционных для рока мелодических и гармонических решений. Полярные смены темпа и динамического рельефа[14] по ходу композиции. Использование сложного (иногда изменяющегося) музыкального размера[15]. Последнее используется в прог-роке повсеместно, отчего некоторые смешанные размеры перестали быть «необычными», и только за само по себе использование приёма группой её не следует считать «прогрессивной».
- Необычная настройка инструментов, эксперименты с обработкой звука в студии и с помощью специальных устройств. Изучение возможностей электрогитары как инструмента характерно для краут-рока, клавишных — для Кита Эмерсона и Popol Vuh. Объёмный звук начал использоваться впервые на концертах группой Pink Floyd ещё в конце 1960-х годов[16].
- Координация внутри ритм-секции группы (обычно состоящей из басиста и ударника). Ритм-секция может использовать контртемп и другие техники в сцепке с остальной группой. Заметные примеры: пары Сквайр—Бруфорд в Yes и Левин—Бруфорд в King Crimson.
- Использование немузыкальных звуковых эффектов (иногда тяготеющее к конкретной музыке). Например, в начале «Speak To Me» (Pink Floyd) или на протяжении всего альбома «Amarok» Майка Олдфилда.
- Необычные вокальные стили и использование нетрадиционных вокальных гармоний из многих частей. Например, у Gentle Giant и Magma.
- Использование ведущих инструментов, не характерных для рок-музыки, включая электронные инструменты. Наверное, самым известным примером является постоянное использование флейты Йеном Андерсоном. Для прогрессивного рока обычны также клавишные (синтезатор, электроорган, фортепиано, меллотрон) и народные ударные инструменты.
- Использование оркестров и хоров. Не так часто, но встречалось в прогрессивном роке: например, в альбоме «Time and a Word» группы Yes, или у группы Renaissance. В 1970-е обычно дешевле было использовать меллотрон или синтезаторы для имитации оркестра и хора.
- Использование тем из классики в виде обработок и интерпретаций[17]. Это характерно, например, для Focus.

Следующие черты зачастую присущи прогрессивному року, но не являются для него характеристическими:
- Поэзия, уходящая от традиционных тем развлекательной музыки и злободневности и тяготеющая к философски-мировоззренческим «вечным темам», фантастической и фэнтезийной тематике. Слова, передающие сложные и иногда непонятные описания, касающиеся таких тем, как научная фантастика, фэнтези, история, религия, война, сумасшествие. Тексты достаточно редко затрагивают традиционные темы популярной музыки, вроде любви, танцев, машин, секса. Большинство групп прогрессивного рока избегали также прямых политических комментариев, предпочитая выражать свои взгляды иносказаниями и аллегориями: например, альбом «Selling England by the Pound» посвящён теме противостояния коммерции и национализма, тогда как «Brain Salad Surgery» постепенно переходит от природы к технике, показывая опасности замещения человека машиной. Группы движения «Рок в Оппозиции» — важное исключение, так как они часто упоминали конкретные политические реалии.
- Эстетическое соединение музыки и других видов искусства (направление, берущее начало в альбоме «Sgt.Pepper's Lonely Hearts Club Band» и с энтузиазмом подхваченное в эпоху расцвета прога). Оформление прог-альбомов прославило некоторых художников: Роджера Дина, Х. Р. Гигера, Сторма Торгерсона и его студию Hipgnosis. Их творчество сделало обложки и буклеты такой же отличительной чертой прог-групп, как и музыка. Также нельзя не упомянуть фильм «The Wall» и использование многочисленных масок на концертах Genesis.

## История

### Истоки (1965—1969)
Прогрессивный рок родился из множества музыкальных веяний в конце 1960-х. Поздние Beatles, по инициативе их продюсера Джорджа Мартина, начали обогащать свою музыку, совмещая традиционный рок с элементами классической и восточной музыки. Психоделический рок продолжил это экспериментальное направление и начал создавать длинные композиции, но с простой структурой (например, «In-A-Gadda-Da-Vida»). Такие группы, как The Nice и Moody Blues, начали сознательно комбинировать рок с европейской классикой, создавая продолжительные композиции с продуманными структурами. До настоящего синтеза рока и классики они в своей музыке не дошли, но их творчество было важным шагом артизации рока. Эти группы иногда относят к «прото-прогрессиву» и считают этот жанр переходным между психоделикой и прогрессивом.
Прогрессивный рок получил толчок к развитию, когда многие фанаты рока разочаровались в движении за «мир и любовь». Прог отмежевался от «улыбок и солнца» поп-музыки 60-х и затрагивал более тёмные, а в чём-то и жестокие темы. Например, альбом «Trespass» группы Genesis включает «The Knife» (с англ. — «нож») о жестоком революционере и «Stagnation» (с англ. — «стагнация») о выжившем после ядерной атаки.

### Расцвет (1969 — конец 1970-х)
Многие музыкальные историки указывают на King Crimson как на группу, записавшую первый «по-настоящему» прогрессивный альбом — «In the Court of the Crimson King». За ним быстро последовали прог-альбомы других британских групп: «Atom Heart Mother», «Emerson, Lake and Palmer», «The Least We Can Do is Wave to Each Other», «Trespass» и многие другие. Любое перечисление будет лишь каплей в море — прог-альбомов записывалось очень много, некоторые прог-группы добились к середине 70-х популярности на уровне мейнстрима. Не менее талантливые коллективы выступали на одной сцене с популярными прог-группами, но так и остались в тени (Gnidrolog; T2).
Одновременно с началом общего расцвета прога в Англии (1969—1972) начиналось и становление локальных европейских прог-роковых традиций. Обширнейший пласт симфопрога развился в Италии. В пример обычно приводят группы Banco del Mutuo Soccorso, Le Orme и Premiata Forneria Marconi, из которых только последняя имела значительный успех в англоязычном мире. Во Франции Magma создала и развила жанр прога zeuhl, а в Германии усилиями Amon Düül II, Can, Xhol Caravan и других возник краут-рок.
Также наблюдается успешный синтез джаза и рока в те же годы (1969—1972) в виде джаз-рока в США (Blood, Sweat & Tears, Chicago), Германии (Embryo), Финляндии (Tasavallan presidentti; Wigwam) и кентерберийского рока в Англии (Caravan; Soft Machine) и ряде европейских стран (Moving Gelatine Plates; Supersister).
Тогда же во многих странах возникает прогрессивный фолк-рок, соединяя местные (или восточные) народные мотивы с прогрессивным роком. Однако популярности добиваются, в основном, английские группы: Gryphon, Jethro Tull, Strawbs и другие.
Пика своей популярности прогрессивный рок достиг в середине 70-х, когда группы этого стиля регулярно завоёвывали голоса читателей в популярных музыкальных журналах Англии и Америки. К этому времени прог-группы появились не только в почти всей Европе, но и в Австралии (Sebastian Hardie (англ.)), Канаде (Maneige; Rush), США (Kansas, ставшая одной из самых успешных прог-групп в мире; Pavlov's Dog; Utopia), Южной Америке (Aquelarre (англ.); Los Jaivas (англ.)), Японии (Hiro Yanagida).

### Кризис (конец 1970-х — конец 1980-х)
По разным социальным причинам прогрессивный рок в этот период перестал привлекать слушателей. С одной стороны, серьёзный рок для молодёжи этих лет стал «музыкой отцов», а с другой — публика пресытилась образностью и содержательностью прога, стремительно возрос спрос на более простую музыку, под которую можно было хорошо провести время и на которую не нужно столько терпения и внимания. Панк и диско стали популярны у слушателей и в СМИ, критики и члены панк-групп наперебой (и не без оснований, поскольку вдохновение у наиболее популярных прог-групп к 1974—1976 стало уходить) ругали прог как «музыку предков», что-то претенциозное и напыщенное. Такое отношение обычно и по сей день, хотя оно и начало изменяться в 2000-х.
Прог-группы в кризис переживают изменения в составах (или расформирование) и значительно упрощают свою музыку, начиная использовать доступное массовому слушателю электронное звучание. Genesis начинают использовать драм-машину с 1980. В 1982 супергруппа Asia неприятно удивила фанатов прог-рока своим тривиальным дебютным альбомом. В 1983 Yes выпустила свой единственный хит № 1 в США «Owner of a Lonely Heart», наполненный современными электронными эффектами и достаточно доступный, чтобы его можно было пускать на дискотеках. Таким образом, прог-группы, играя музыку, имеющую весьма отдалённое отношение к прогу, остаются достаточно популярными, но многие фанаты прогрессивного рока были очень расстроены этими тенденциями.
Некоторое оживление привнесли в начале 80-х группы нео-прога вроде Marillion и IQ. Их музыка была проще симфопрога, на идеи которого они опирались, но они смогли добиться определённой популярности и поддерживали таким образом интерес к прог-року.
Однако кризис затронул не все жанры одинаково. Аван-прог, не опиравшийся на популярность и до кризиса, продолжал развиваться усилиями Art Zoyd, Biota (англ.), Cardiacs, Debile Menthol, Etron Fou Leloublan, Lars Hollmer, Miriodor, Thinking Plague, Univers Zéro и других. К тому же, из-за неравномерности распространения, прог в разных странах испытывал в те годы даже подъём — в СССР (Автограф; Ариэль; Диалог; Михаил Чекалин), Чехии (Progres 2 (англ.); Synkopy & Oldřich Veselý (англ.)), Японии (Bi Kyo Ran (англ.); Outer Limits (англ.)).

### Начало возрождения (конец 1980-х — конец 1990-х)
Второе оживление, на этот раз более обширное и затяжное, прогрессивный рок пережил в начале 1990-х, во время так называемой «Третьей Волны». О причинах этого возрождения пока нет единого мнения, но можно выделить несколько вероятно связанных с ним факторов:
- создание прогрессивно ориентированных лейблов Cuneiform (1984) и Musea (1985);
- цикличность стилевого развития рока[26];
- «естественное взросление» метала (аналогичное произошедшему в 1967 в роке[4]), приведшее в конце 80-х усилиями Dream Theater, Fates Warning и Queensrÿche к появлению прог-метала;
- «естественное взросление» очередного поколения альтернативы, давшее популярность таким игравшим усложнённую музыку группам, как Faith No More (1989), Mr. Bungle (1991), The Smashing Pumpkins (1992), Phish (1993), Tool (1993)[27], и позднее вылившееся в так называемый «нью-прог»;
- создание Шведского арт-рок сообщества (швед.)

Возрождение происходило следующим образом. Вдобавок к не перестававшим появляться группам аван-прога (Nimal (1987), X-Legged Sally (1990), Xaal (1991)) и нео-прога (Collage (1990), Jadis (1992), Landmarq (1992)) в Европе начали записываться симфопроговые (преимущественно) коллективы: Ezra Winston (1988), Nuova era (1988), Sithonia (1989), Malibran (1990), Deus ex machina (1991), Calliope (1992), Il castello di atlante (1992) из Италии, венгерские After Crying (1990) и итало-словенские Devil Doll (1989). В Швеции Isildurs Bane в 1989 возвращается к симфопрогу, а с 1992, при поддержке Шведского арт-рок сообщества, начинают выступать группы Anekdoten, Änglagård, Landberk и Pär Lindh Project, успех альбомов первых двух из которых у фанатов прога по всему миру показал актуальность слегка осовремененного симфопрога 70-х.
Параллельно новый симфопрог появляется в США (Echolyn (1991), Glass Hammer (1993), Magellan (1991)), а также в Бразилии, где Quaterna Réquiem в 1990 записывает классически-ориентированный альбом, и в 1991 MPB (англ.) группа Sagrado Coração Da Terra окончательно отбрасывает свои нью-вейв и поп корни.
Также в 90-е в Японии группами Happy family, Koenji hyakkei и Ruins возрождается zeuhl, приобретая при этом жёсткий и энергичный облик.
Популярным прог стал к концу 90-х усилиями шведских The Flower Kings и Pain of Salvation, британской Porcupine Tree, американских Dream Theater, Glass Hammer и Spock's Beard, Magellan, а также проекта Ayreon. Также добавило популярности прогу формирование жанра пост-рок в середине 90-х и лавинообразное появление пост-рок групп, из которых наиболее повлиявшими оказались Godspeed You! Black Emperor, Mogwai, Sigur Rós, Tortoise. Однако уровень популярности прога 70-х достигнут не был.

### Текущее состояние (с конца 1990-х)
Популярность прога в этот период остаётся ниже пиковой 1970-х годов, но продолжает расти. Происходит череда воссоединений прог-групп, иногда после десятков лет затишья. Наиболее знаменательны произошедшие в 2005 году реюнионы Pink Floyd и Van der Graaf Generator, причём вторая группа даже стала записывать новые альбомы. Прогрессивный рок охватывает всё бо́льшую территорию, прог-группы появляются в таких экзотических странах как Индонезия (Discus (англ.)), Пакистан (Mizraab (англ.)) и Узбекистан (Fromuz). Также возрождается жанр прогрессивного фолк-рока (The Decemberists; Karnataka (англ.); Mostly Autumn).
Основной причиной роста популярности прогрессивного рока, вероятно, является всеобщая интернетизация. С одной стороны, в 2000-х годах появилось множество сайтов и интернет-радио, посвящённых прогрессивному року. Благодаря этому люди, слушавшие прог в 1970-х годах, смогли осознать, насколько малую часть групп они могли тогда услышать. Разумеется, свою роль сыграла и возможность нелегального обмена файлами. С другой стороны, новые технологии предоставляют небольшим группам больше средств для взаимодействия со своими слушателями, чем они имели раньше, — включая ротацию и эфиры на интернет-радио и интернет-ТВ и сбор средств на запись альбомов и съёмки клипов через краудфандинговые площадки.
Также на нынешнюю популярность прога влияет то, что ряд мейнстрим групп, таких как Coheed and Cambria, Muse и Radiohead, начали играть достаточно усложнённую музыку. Несмотря на то, что их творчество содержит достаточно мало (для поклонников прога) прог-элементов, они играют прогрессивный рок по определению. Эти и подобные группы относят к так называемому «нью-прогу».
Наиболее популярной европейской прогрессивной рок-группой является в этот период Porcupine Tree, начавшая с 2000-х годов утяжелять свой «пинкфлойдовский» звук и использовать элементы метала. Также она вдохновила целый ряд исполнителей, старающихся играть «как Porcupine Tree». Наиболее же популярной американской прогрессивной рок-группой является The Mars Volta, включающая в свою музыку элементы джаз-фьюжна, хард-рока, латиноамериканской музыки и ритмическую сложность мат-рока. Яркий представитель итальянского прога- группа Syndone. Эта группа образовалась ещё в конце 80-х годов.
На российском музыкальном пространстве существует образованная в 2010 году прог-рок группа Iamthemorning. Их альбом Lighthouse стал лучшим в номинации «Альбом года» в сентябре 2016-го по версии британского журнала Prog Magazine.

## Самые значимые альбомы
В 2015 году американский журнал Rolling Stone опубликовал список 50 величайших, по их мнению, альбомов прогрессивного рока всех времён. Места с 1-го по 10-е заняли:
1. Pink Floyd - The Dark Side of the Moon (1973)
2. King Crimson - In the Court of the Crimson King (1969)
3. Rush - Moving Pictures (1981)
4. Pink Floyd - Wish You Were Here (1975)
5. Yes - Close to the Edge (1972)
6. Genesis - Selling England by the Pound (1973)
7. Jethro Tull - Thick as a Brick (1972)
8. Can - Future Days (1973)
9. Genesis - The Lamb Lies Down on Broadway (1974)
10. Yes - Fragile (1971)

### Русскоязычные ссылки
- Музей Прогрессивного Рока — Рецензии, информация о группах.

### Англоязычные ссылки
- ProgArchives — Крупный каталог рецензий/оценок, форум (с интервью и статьями), база данных исполнителей.
- Gnosis — Огромная база данных альбомов, связанных с прогрессивным роком. Рецензии и оценки.
- ProGGnosis — Прогрессивный рок и фьюжн. Рецензии, краткие описания исполнителей, форум Melo’s Prog Bazaar.
- GEPR — Гибралтарская энциклопедия прогрессивного рока. Крупная коллекция коротких описаний альбомов и групп.
- Dutch Progressive Rock Page — Интервью, рецензии на CD и концерты, форум.
- Progressive Ears — Форум о прогрессивном роке.
- Ground and Sky — Рецензии на прог-альбомы.
- The Progressive pages — Рецензии на прог-альбомы.
- The Axiom of Choice — Рецензии на прог-альбомы.
- Vintage progressive rock — Рецензии на LP прогрессивного рока.
- Ghostland — Рецензии на прог-альбомы, интервью.
- Musea Records — Звукозаписывающий лейбл, ориентированный на прогрессивный рок.
- Rock In Opposition — Фестиваль Rock in Opposition.
- Фестиваль BajaProg

### На других языках
- Manticornio (исп.)
- Agarthaprog (итал.) — Рецензии на прог-альбомы, интервью.
- Babyblaue Seiten: Про-обзоры (нем.)